# Ryōsuke Miura
Ryōsuke Miura (三浦 涼 介?, Miura Ryōsuke; Tokyo, 16 febbraio 1987) è un attore e cantante giapponese,  noto principalmente per il ruolo di Ankh/Shingo Izumi in Kamen raidâ x Kamen raidâ Fôze & Ôzu Movie taisen Mega Max.
È il terzo figlio dell'attore Koichi Miura e dell'idol Alice Jun, ha un fratello maggiore che è anch'egli un attore: Kota Miura. Il suo debutto come attore è stato nel film del 2002 intitolato Ogya. Nel luglio 2012 ha inoltre fatto il suo debutto nel canto con il singolo Natsu dayo Honey !! (Tesoro, è estate).

## Filmografia

### Televisione
| Anno | Titolo                         | Ruolo                    | Altre note    |
| ---- | ------------------------------ | ------------------------ | ------------- |
| 2002 | San nen B-gumi Kinpachi-sensei |                          | Stagione 6    |
| 2003 | Kochira Hon Ikegami Sho        |                          | Stagione 2    |
| 2003 | Lion Sensei                    | Koichi Abe               |               |
| 2005 | Gokusen (serie televisiva)     | Ryosuke Muto             | Stagione 2    |
| 2005 | Chousei Kantai Sazer-X         | Kane Lucano/Beetle Sazer | Episodi 1-38  |
| 2007 | Delicious Gakuin               | Matthew Perrier          |               |
| 2007 | Joshi Ana Icchokusen!          | Ikeda Teppei             |               |
| 2008 | Nodame Cantabile SP            | Roland Chevalier         |               |
| 2008 | Tokyo Ghost Trip               | Hisamoto Ichiya          |               |
| 2008 | Shibatora                      | Takeshi Kanazawa         |               |
| 2009 | Kamen Rider Decade             | Momose/Tiger Orphnoch    | Episodi 10-11 |
| 2009 | Meitantei no Okite             | Miyamoto Osamu           | Episodio 2    |
| 2009 | Boss (serie televisiva 2009)   | Takeda Hiroyuki          | Episodi 3-4   |
| 2010 | Kamen Rider OOO                | Ankh/Shingo Izumi        | Doppio ruolo  |
| 2010 | Keibuho Yabe Kenzo             | Kogoro Akuchi            | Episodio 8    |
| 2013 | Keibuho Yabe Kenzo 2           | Kogoro Akuchi            | Episodio 7    |
| 2014 | Watashi no kirai na Tantei     | Tatsumi Chiaki           | Episodio 5    |

### Cinema
| Anno | Titolo                                                                 | Ruolo              | Altre note   |
| ---- | ---------------------------------------------------------------------- | ------------------ | ------------ |
| 2002 | Ogya                                                                   | Kujimaru           |              |
| 2003 | Yume Oikakete                                                          |                    |              |
| 2006 | Chousei Kantai Sazer-X The Movie                                       | Kane Lucano        |              |
| 2008 | Real Onigokko                                                          | Makoto Suzuki      |              |
| 2008 | Alldays ni Chome no Asahi                                              | Shinjiku ni-chome  |              |
| 2008 | Bokura no Houteishiki                                                  | Yokomatsu          |              |
| 2009 | Kanna-san, Daiseiko Desu!                                              | Suzuki             |              |
| 2010 | Beck                                                                   | Miyazawa           |              |
| 2010 | Kamen Rider × Kamen Rider OOO & W Featuring Skull: Movie War Core      | Ankh, Shingo Izumi | Doppio ruolo |
| 2011 | OOO, Den-O, All Riders: Let's Go Kamen Riders                          | Ankh, Shingo Izumi | Doppio ruolo |
| 2011 | Kamen Rider OOO Wonderful : The Shogun and the 21 Core Medals          | Ankh, Shingo Izumi | Doppio ruolo |
| 2011 | Kamen raidâ x Kamen raidâ Fôze & Ôzu Movie taisen Mega Max             | Ankh               |              |
| 2012 | Toei Hero Next: Piece: Kioku No Kakera                                 | Rei                |              |
| 2013 | Cult                                                                   | Neo                |              |
| 2014 | Rurōni Kenshin: Kyōto taika-hen                                        | Sawagejo Cho       |              |
| 2017 | Kamen Rider Heisei Generations Final: Build & Ex-Aid with Legend Rider | Ankh               |              |